# Plantation
Ytterligare en ort med samma namn, se Plantation, Kentucky
Plantation är en stad i Broward County i Florida, USA.